# Шаруватість ритмічна

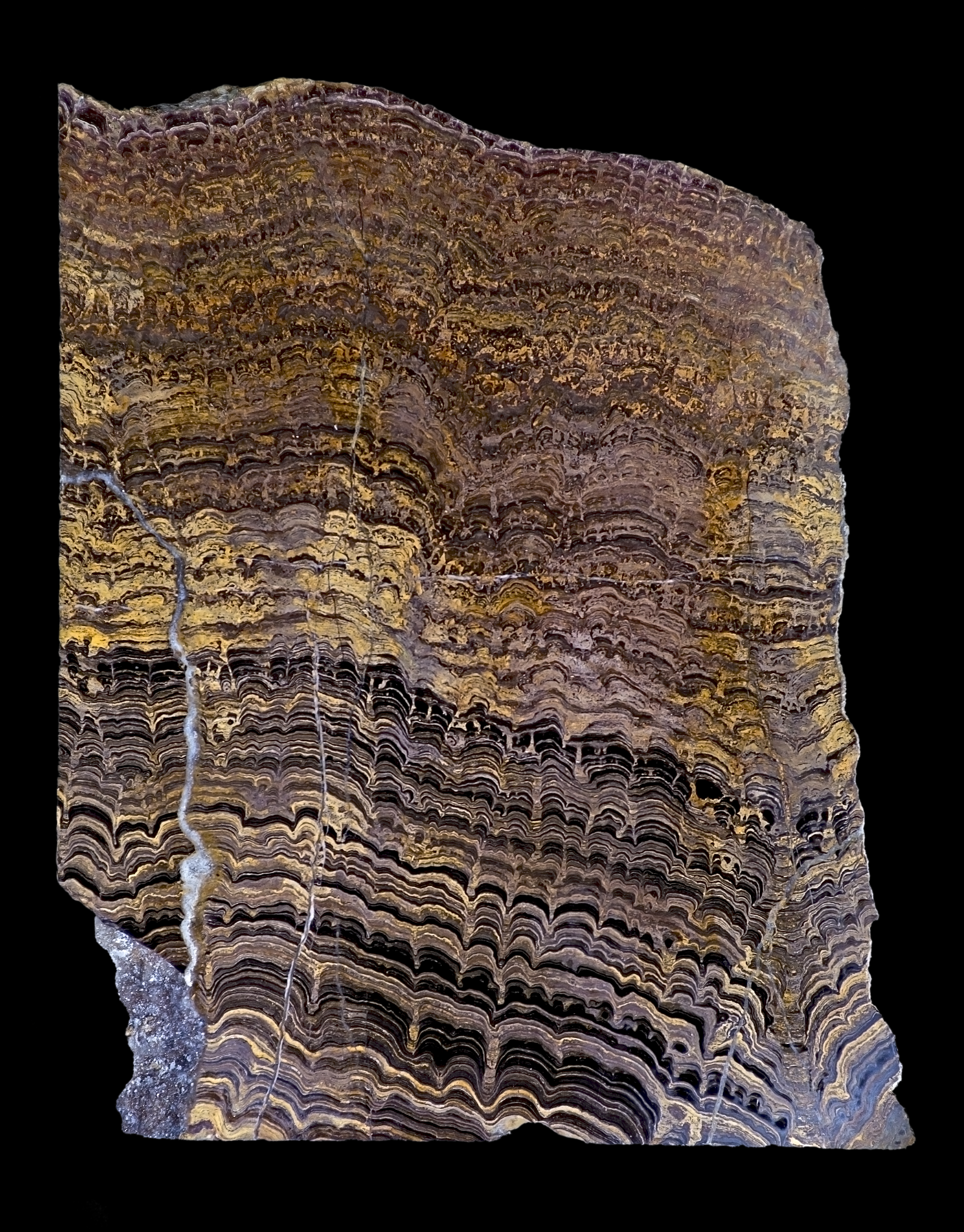
Ритмічна шаруватість строматоліту.

Шаруватість ритмічна (рос. слоистость ритмичная, англ. rhythmic lamination, rhythmic bedding; нім. Repetitionsschichtung f, rhythmische Wechsellagerung f) – шаруватість, яка характеризується правильним повторенням пар, або більшої кількості шарів осадових порід у розрізі. 